# Fukuda Hideko

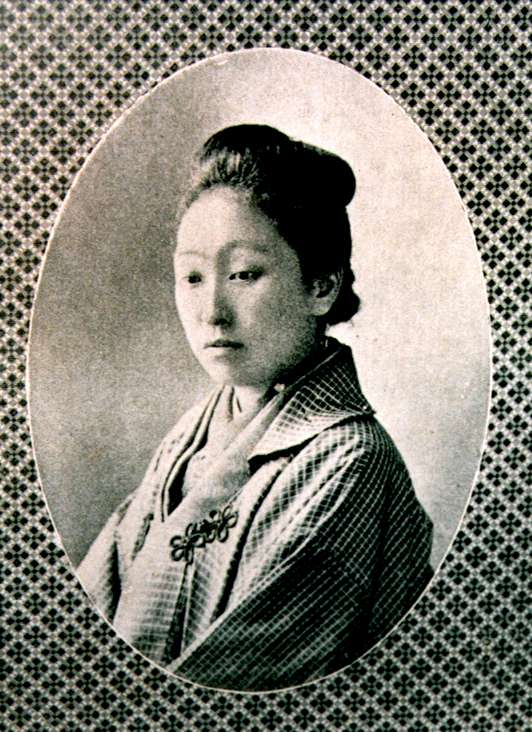
Fukuda Hideko

Fukuda Hideko (japanisch 福田 英子, geboren als Kageyama Hideko (景山 英子); geb. 22. November 1865 in der Provinz Bizen; gest. 3. Mai 1927) war eine japanische Frauenrechtlerin  während der Meiji- und Taishō-Zeit.

## Leben und Werk
Kageyama Hidoko wurde als Tochter eines niederen Samurais des Ikeda-Klans in der Provinz Bizen, der heutigen Präfektur Okayama geboren. Bereits im Alter von 17 Jahren beteiligte sie sich an der Gründung  einer Schule für Mädchen, ein Projekt ihrer Mutter. Angeregt durch die Frauenrechtlerin Kishida Toshiko (岸田俊子; 1864–1901) begann sie auch in dieser Richtung tätig zu werden. 
Hideko interessierte sich zunehmend ganz allgemein für die Volksrechts-Bewegung und ging, nachdem ihre Schule 1884 verboten wurde, nach Tokio. Dort schloss sie sich der „Freiheitspartei“ (自由党 Jiyū-tō) an, wurde 1885 im Zusammenhang mit dem Osaka-Zwischenfall verhaftet und kam ins Gefängnis. Nachdem sie 1889 das Gefängnis verlassen konnte, lebte sie mit Ōi Kentarō zusammen, trennte sich aber von ihm und heiratete den Journalisten Fukuda Yūsaku (福田 友作; gest. 1900). – Während der 1890er und während der 1900er Jahre richtete sie eine Schule für die Ausbildung von Mädchen ein, um diese auf den Weg zu mehr wirtschaftlicher Selbstständigkeit zu bringen. 1904 publizierte sie eine Autobiografie unter dem Titel „Mein halbes Leben“ (我わの半生涯; Warawa no hanshōgai).
Ihr Kampf um die Rechte der Frau führte dazu, dass sie sich für den Sozialismus zu interessieren begann. Sie schloss sich der Partei „Heiminsha“ (平民社) an und 1907 wurde Herausgeber der neu gegründeten Zeitschrift „Welt-Frauen“ (世界婦人, Sekai Fujin), die sich für die Frauenrechte einsetzte. Die Zeitschrift wurde schon 1908 verboten. – Trotz des frühen Rufes Fukudas verbrachte Hideko den Rest ihres Lebens weitgehend vergessen und in Armut.